# National Collegiate Basketball Hall of Fame
El National Collegiate Basketball Hall of Fame, ubicado en Kansas City, Misuri, es un salón de la fama y museo dedicado al baloncesto universitario. El museo es una parte integral del College Basketball Experience creada por la Asociación Nacional de Entrenadores de Baloncesto (NABC, en sus siglas en inglés), situado en el Sprint Center. El National Collegiate Basketball Hall of Fame es un complemento del Basketball Hall of Fame, enfocado estrictamente en las personas que han contribuido de manera significante al baloncesto universitario.
El 17 de noviembre de 2006, la NABC honró a alrededor de 180 jugadores, entrenadores y otros notables contribuidores al baloncesto universitario, incluyéndolos en la clase inaugural del Hall of Fame. Oscar Robertson, Bill Russell, Dean Smith, John Wooden y James Naismith fueron seleccionados para representar la clase inaugural.
El 2 de abril de 2007 fue anunciada la segunda clase. Los nuevos miembros fueron Lefty Driesell, quien lideró a cuatro equipos, notablemente a la Universidad de Maryland, al torneo de la NCAA, Phog Allen de la Universidad de Kansas, Adolph Rupp de la Universidad de Kentucky, Henry Iba de la Universidad Estatal de Oklahoma, John McLendon de la Universidad Estatal de Tennessee, Guy Lewis de la Universidad de Houston y Norm Stewart de la Universidad de Misuri. El comité también incluyó al antiguo entrenador de Duke Vic Bubas por sus contribuciones al juego. Entre los jugadores incluidos se incluyeron Kareem Abdul-Jabbar, Austin Carr, Dick Groat y Dick Barnett.

## Miembros
| Año  | Entrenadores | Jugadores | Colaboradores | Equipos                   |
| ---- | --- | --- | --- | ------------------------- |
| 2006 | Phog Allen, W. Harold Anderson, Sam Barry, Ernest Blood, Jim Boeheim, Larry Brown, Jim Calhoun, Howard G. Cann, Clifford Carlson, Lou Carnesecca, Ben Carnevale, Pete Carril, Everett N. Case, John Chaney, Denny Crum, Chuck Daly, Everett Dean, Edgar Diddle, Bruce Drake, Clarence Gaines, Jack Gardner, Amory Gill, Marv Harshman, Don Haskins, Edgar Hickey, Howard Hobson, Henry Iba, Alvin Julian, Frank Keaney, George Keogan, Bob Knight, Mike Krzyzewski, John Kundla, Ward Lambert, Ken Loeffler, Arthur C. Lonborg, Pete Newell, Arad McCutchan, Al McGuire, Frank McGuire, John McLendon, Walter Meanwell, Ray Meyer, Ralph Miller, Lute Olson, Jack Ramsay, Adolph Rupp, Leonard Sachs, Everett Shelton, Dean Smith, Fred Taylor, John Thompson, Stan Watts, Roy Williams, John Wooden, Phil Woolpert | Kareem Abdul-Jabbar, Nathaniel Archibald, Paul Arizin, Rick Barry, Charles Barkley, Elgin Baylor, Walt Bellamy, Dave Bing, Larry Bird, Bill Bradley, Wilt Chamberlain, Kresimir Cosic, Bob Cousy, Dave Cowens, Billy Cunningham, Bob Davies, Forrest DeBernardi, Dave DeBusschere, Clyde Drexler, Joe Dumars, Paul Endacott, Alex English, Julius Erving, Harold E. Foster, Walt Frazier, Joe Fulks, Harry Gallatin, George Gervin, Tom Gola, Gail Goodrich, Hal Greer, Cliff Hagan, Vic Hanson, John Havlicek, Elvin Hayes, Marques Haynes, Tom Heinsohn, Bob Houbregs, Bailey Howell, Chuck Hyatt, Dan Issel, Buddy Jeannette, Earvin Johnson, Skinny Johnson, Donald Neil Johnston, K.C. Jones, Sam Jones, Edward Krause, Bob Kurland, Bob Lanier, Clyde Lovellette, Jerry Lucas, Angelo Luisetti, Bob McAdoo, Branch McCracken, Jack McCracken, Kevin McHale, Ed Macauley, Pete Maravich, Slater Martin, Dick McGuire, George Mikan, Vern Mikkelsen, Earl Monroe, Calvin Murphy, Stretch Murphy, Harlan Page, Robert Parish, Bob Pettit, Andy Phillip, Jim Pollard, Frank Ramsey, Willis Reed, Arnie Risen, Oscar Robertson, John Roosma, Bill Russell, Adolph Schayes, Ernest J. Schmidt, John J. Schommer, Barney Sedran, Bill Sharman, Christian Steinmetz, Maurice Stokes, Isiah Thomas, David Thompson, John "Cat" Thompson, Nate Thurmond, Jack Twyman, Wes Unseld, Robert P. Vandivier, Bill Walton, Bobby Wanzer, Jerry West, Dominique Wilkins, Lenny Wilkens, John Wooden, James Worthy, George Yardley | Clair Bee, Hubie Brown, John W. Bunn, Alva Duer, Wayne Embry, Harry Fisher, Dave Gavitt, Edward J. Hickox, Paul Hinkle, Emil S. Liston, Ralph Morgan, Dr. James Naismith, C. M. Newton, John J. O'Brien, Harold Olsen, Arthur A. Schabinger, Lynn St. John, Edward S. Steitz, W.R. Clifford Wells |                           |
| 2007 | Guy Lewis, Norm Stewart, Lefty Driesell | Austin Carr, Dick Groat, Dick Barnett | Vic Bubas |                           |
| 2008 | Jim Phelan, Nolan Richardson | Arnie Ferrin, Danny Manning | Billy Packer, Dick Vitale |                           |
| 2009 | Gene Bartow, Jud Heathcote | Travis Grant, Wayman Tisdale | Walter Byers, Bill Wall |                           |
| 2010 | Tex Winter, Davey Whitney | Christian Laettner, Sidney Wicks | Wayne Duke, Tom Jernstedt |                           |
| 2011 | Eddie Sutton | Ralph Sampson, Cazzie Russell, Chris Mullin | Joe Vancisin, Eddie Einhorn |                           |
| 2012 | Joe B. Hall, Dave Robbins | Patrick Ewing, Phil Ford, Kenny Sailors | Joe Dean, Jim Host |                           |
| 2013 | Gene Keady, Rollie Massimino | Bob Hopkins, Marques Johnson, Xavier McDaniel, Tom McMillen | George Killian, George Raveling | Loyola Ramblers (1962-63) |
| 2014 | Dale Brown (baloncesto), Gary Williams | Zelmo Beaty, Darrell Griffith, Grant Hill, Shaquille O'Neal | Howard Garfinkel, Glen Wilkes Sr |                           |
| 2015 | Don Donoher, Caesar Felton Gayles, Lou Henson | Rolando Blackman, Quinn Buckner, John Havlicek, Ed Ratleff, Charlie Scott | |                           |
| 2016 | Hugh Durham, Mike Montgomery | Mark Aguirre, Bob Boozer, Doug Collins, Lionel Simmons, Jamaal Wilkes, Dominique Wilkins | |                           |
| 2017 | Bo Ryan | Tim Duncan, Cleo Hill, Scott May, Rick Mount, Paul Silas, John Stockton, Jay Williams | |                           |

- Cada año, varios miembros de la clase inaugural son honrados en la ceremonia de inducción:
- Kareem Abdul-Jabbar en 2007
- Charles Barkley en 2008
- Larry Bird y Magic Johnson en 2009
- Jerry West y David Thompson en 2010
- Bobby Knight y James Worthy en 2011
- Clyde Lovellette, Willis Reed y Earl Monroe en 2012
- Elvin Hayes en 2013